# Задунаївська сільська рада
Задуна́ївська сільська́ ра́да — колишня адміністративно-територіальна одиниця та орган місцевого самоврядування в Арцизькому районі Одеської області. Адміністративний центр — село Задунаївка.

## Загальні відомості
Задунаївська сільська рада утворена в 1961 році.
- Територія ради: 80,38 км²
- Населення ради: 2 025 осіб (станом на 2001 рік)
- Територією ради протікає річка Киргиж-Китай

## Населені пункти
Сільській раді були підпорядковані населені пункти:
- с. Задунаївка

## Населення
Згідно з переписом 1989 року населення сільської ради становило 2195 осіб, з яких 1042 чоловіки та 1153 жінки.
За переписом населення 2001 року в сільській раді мешкало 2025 осіб.

### Мова
Розподіл населення за рідною мовою за даними перепису 2001 року:
| Мова       | Відсоток |
| ---------- | -------- |
| болгарська | 91,6 %   |
| українська | 3,8 %    |
| російська  | 3,56 %   |
| молдовська | 0,64 %   |
| гагаузька  | 0,15 %   |
| циганська  | 0,1 %    |
| білоруська | 0,05 %   |

## Склад ради
Рада складалася з 16 депутатів та голови.
- Голова ради: Романова Тетяна Михайлівна
- Секретар ради: Нєнов Володимир Васильович

### Керівний склад попередніх скликань
| Прізвище, ім'я, по батькові | Основні відомості                                                         | Дата обрання | Дата звільнення |
| --------------------------- | ------------------------------------------------------------------------- | ------------ | --------------- |
| Волканов Микола Дмитрович   | Сільський голова, 1970 року народження                                    | 26.03.2006   | 31.10.2010      |
| Романова Тетяна Михайлівна  | Сільський голова, 1958 року народження, освіта вища, член Партії регіонів | 31.10.2010   |                 |

Примітка: таблиця складена за даними сайту Верховної Ради України

### Депутати
За результатами місцевих виборів 2010 року депутатами ради стали:

#### За суб'єктами висування
| Суб'єкт висування                                       | Кількість обраних депутатів | %    |
| ------------------------------------------------------- | --------------------------- | ---- |
| Партія регіонів                                         | 11                          | 68,8 |
| Самовисування                                           | 3                           | 18,8 |
| Політична партія Всеукраїнське об'єднання «Батьківщина» | 2                           | 12,5 |

#### За округами
| № округу                                                | Прізвище, ім'я, по батькові | Дата визнання обраним | Освіта  | Партійна приналежність                        | Відомості про обраного депутата                                |
| ------------------------------------------------------- | --------------------------- | --------------------- | ------- | --------------------------------------------- | -------------------------------------------------------------- |
| Партія регіонів                                         |                             |                       |         |                                               |                                                                |
| 1                                                       | Нєнов Петро Іванович        | 01.11.2010            | середня | член Партії регіонів                          | Задунаївська сільська рада, інструктор зі спорту               |
| 2                                                       | Ганчев Віктор Михайлович    | 01.11.2010            | вища    | член Партії регіонів                          | фермерське господарство «Христо Ботева», агроном               |
| 3                                                       | Вакаренков Федір Федорович  | 01.11.2010            | середня | член Партії регіонів                          | фермерське господарство «Христо Ботева», ветеринарний фельдшер |
| 5                                                       | Малєва Зінаїда Афанасіївна  | 01.11.2010            | вища    | член Партії регіонів                          | загальноосвітня школа І-ІІІ ст., заступник директора           |
| 6                                                       | Стоянов Іван Миколайович    | 01.11.2010            | середня | член Партії регіонів                          | фермерське господарство «Христо Ботева», художник              |
| 7                                                       | Тодорова Тетяна Іванівна    | 01.11.2010            | вища    | член Партії регіонів                          | фермерське господарство «Христо Ботева», бухгалтер             |
| 11                                                      | Волканова Олена Іванівна    | 01.11.2010            | вища    | член Партії регіонів                          | сільська амбулаторія, лікар                                    |
| 12                                                      | Узун Єфросинія Іванівна     | 01.11.2010            | вища    | член Партії регіонів                          | сільська амбулаторія, лікар                                    |
| 13                                                      | Нєнов Володимир Васильович  | 01.11.2010            | вища    | член Партії регіонів                          | Задунаївська сільська рада, секретар                           |
| 14                                                      | Михайлова Лілія Іванівна    | 01.11.2010            | середня | позапартійна                                  | фермерське господарство «Христо Ботева», відділ кадрів         |
| 15                                                      | Бошков Віталій Федорович    | 01.11.2010            | середня | член Партії регіонів                          | фермерське господарство «Христо Ботева», механізатор           |
| Політична партія Всеукраїнське об'єднання «Батьківщина» |                             |                       |         |                                               |                                                                |
| 4                                                       | Мігова Зінаїда Іванівна     | 01.11.2010            | середня | член Всеукраїнського об'єднання «Батьківщина» | відділення зв'язку, начальник                                  |
| 9                                                       | Бянов Дмитро Миронович      | 01.11.2010            | вища    | член Всеукраїнського об'єднання «Батьківщина» | приватний підприємець                                          |
| Самовисування                                           |                             |                       |         |                                               |                                                                |
| 8                                                       | Іванова Світлана Андріївна  | 01.11.2010            | середня | позапартійна                                  | загальноосвітня школа І-ІІІ ст., прибиральниця                 |
| 10                                                      | Бянов Дмитро Георгійович    | 01.11.2010            | вища    | позапартійний                                 | загальноосвітня школа І-ІІІ ст., вчитель                       |
| 16                                                      | Гайдаржі Євген Дмитрович    | 01.11.2010            | середня | позапартійний                                 | приватний підприємець, ветеринарний лікар                      |